# Cartellino disciplinare

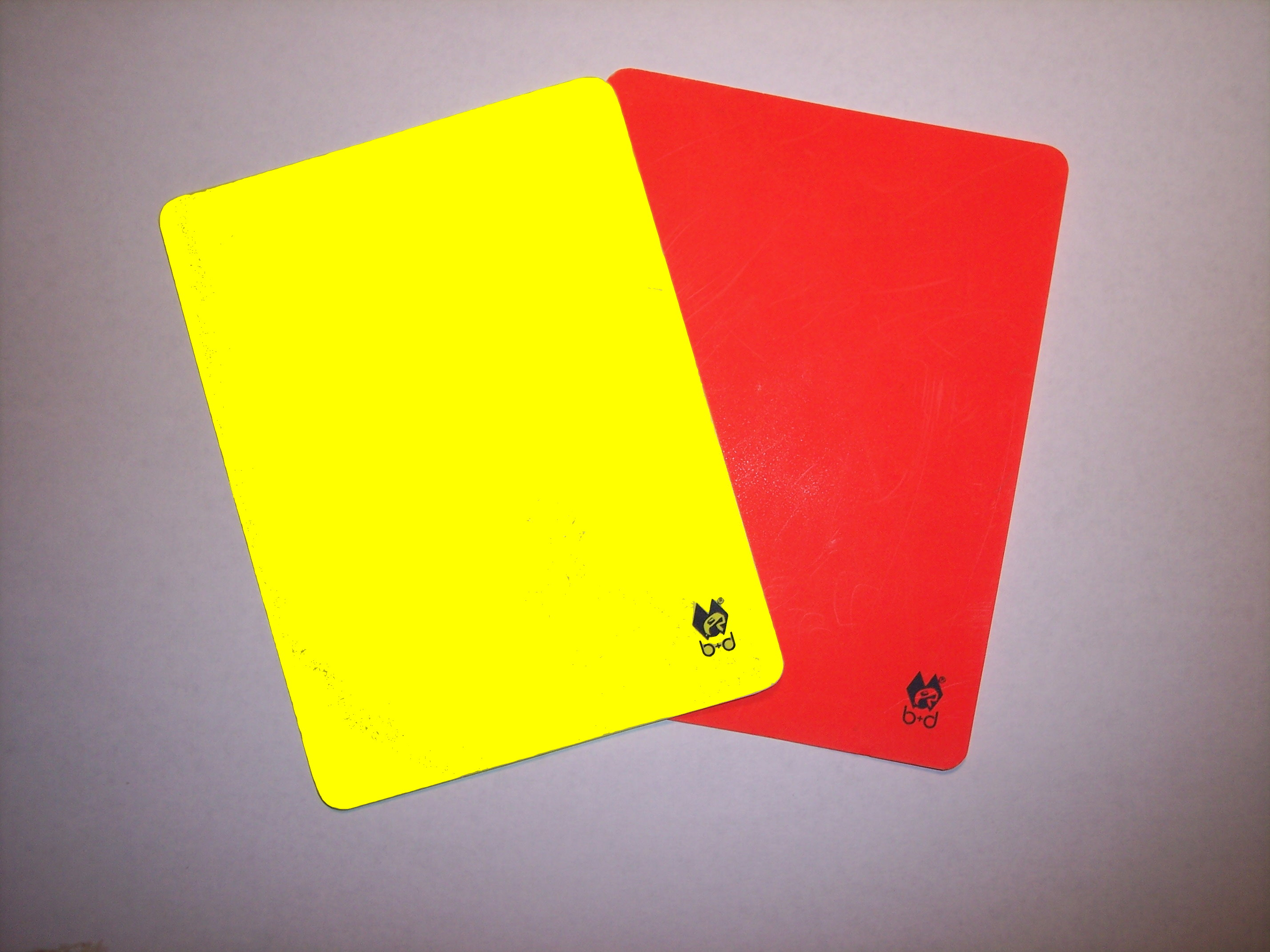
I cartellini giallo e rosso, corrispondenti rispettivamente all'ammonizione e all'espulsione

Il cartellino disciplinare, nel calcio e in altri sport, è la notifica di una sanzione comminata al giocatore a seguito di un'infrazione.

## Storia
L'introduzione dei cartellini è riconducibile all'ex arbitro inglese Ken Aston, il quale nell'estate 1966, durante i mondiali casalinghi, trasse l'ispirazione dai colori di un semaforo: il giallo per indicare un rallentamento e il rosso per segnalare lo stop. Il primo utilizzo regolamentare si registrò durante i Mondiali 1970 dacché in precedenza un provvedimento disciplinare veniva reso noto al calciatore solo verbalmente, circostanza che non mancò di generare confusione e polemiche.
In Italia vennero utilizzati ufficialmente a partire dalla stagione 1973-1974, quando la FIGC ne ratificò l'utilizzo.
Stante l'importanza della decisione disciplinare e le possibili conseguenze di un'errata applicazione, il direttore di gara può avvalersi del supporto del VAR prima di comminare un cartellino.

## Utilizzo

### Ammonizione

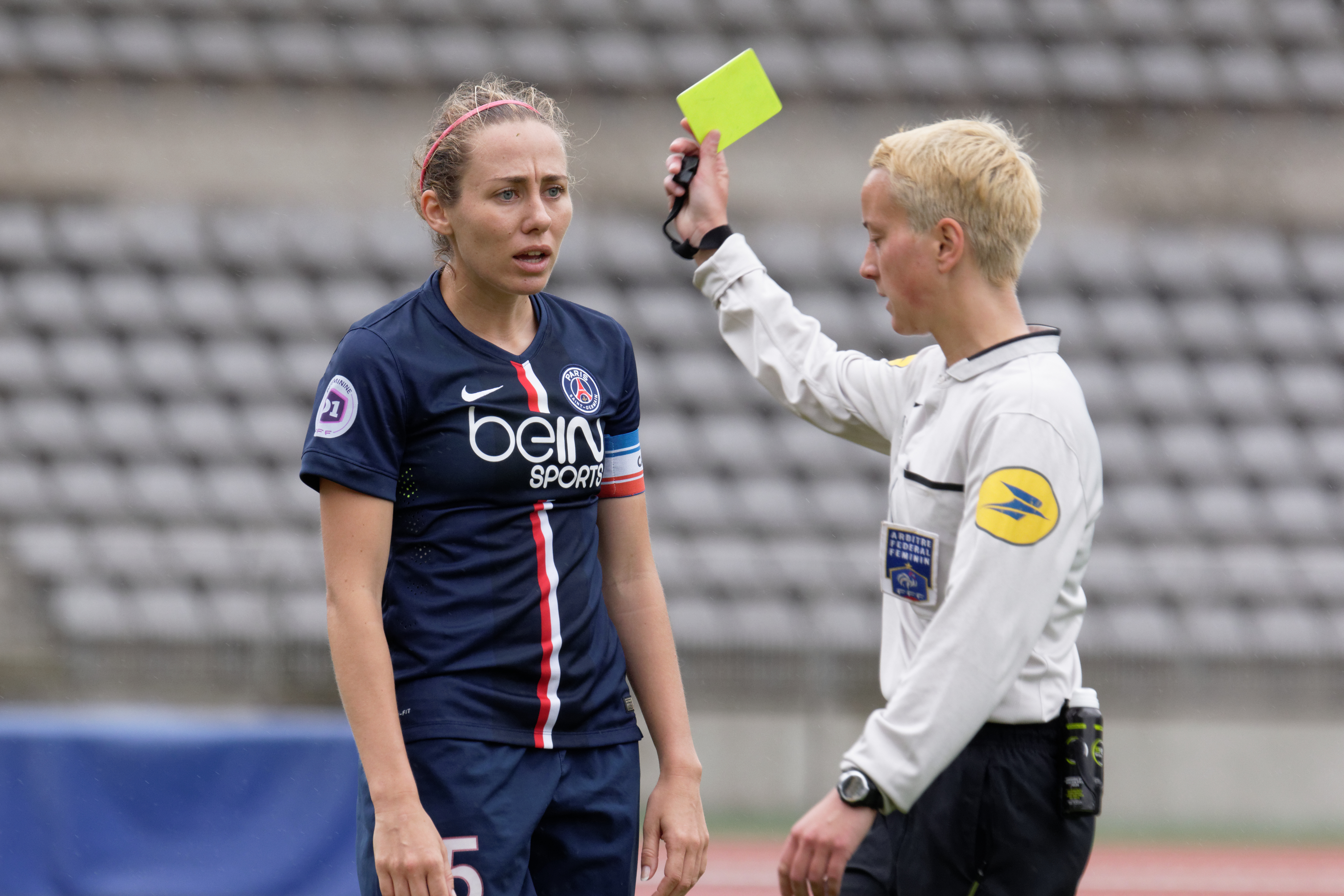
Un'ammonizione

Il provvedimento del cartellino giallo (ammonizione) è circoscritto alle seguenti infrazioni:
- un calciatore è colpevole di comportamento antisportivo;[7]
- infrange ripetutamente le regole del Gioco;
- protesta con parole e/o gesti nei confronti degli ufficiali di gara;
- ritarda la ripresa del gioco;
- non rispetta la distanza regolamentare durante l'esecuzione di un calcio piazzato o rimessa dalla linea laterale da parte degli avversari
- entra, oppure rientra, volontariamente sul terreno di gioco senza l'assenso dell'arbitro;
- esce volontariamente dal terreno di gioco senza l'assenso dell'arbitro;
- interrompe un'azione con un fallo di mano volontario.

Un doppio cartellino giallo nel corso della stessa partita comporta l'espulsione. Un noto errore in tal senso si verificò durante i Mondiali del 2006, quando l'arbitro inglese Graham Poll non comminò il cartellino rosso al difensore croato Josip Šimunić dopo due cartellini gialli ma solo dopo tre.

### Espulsione

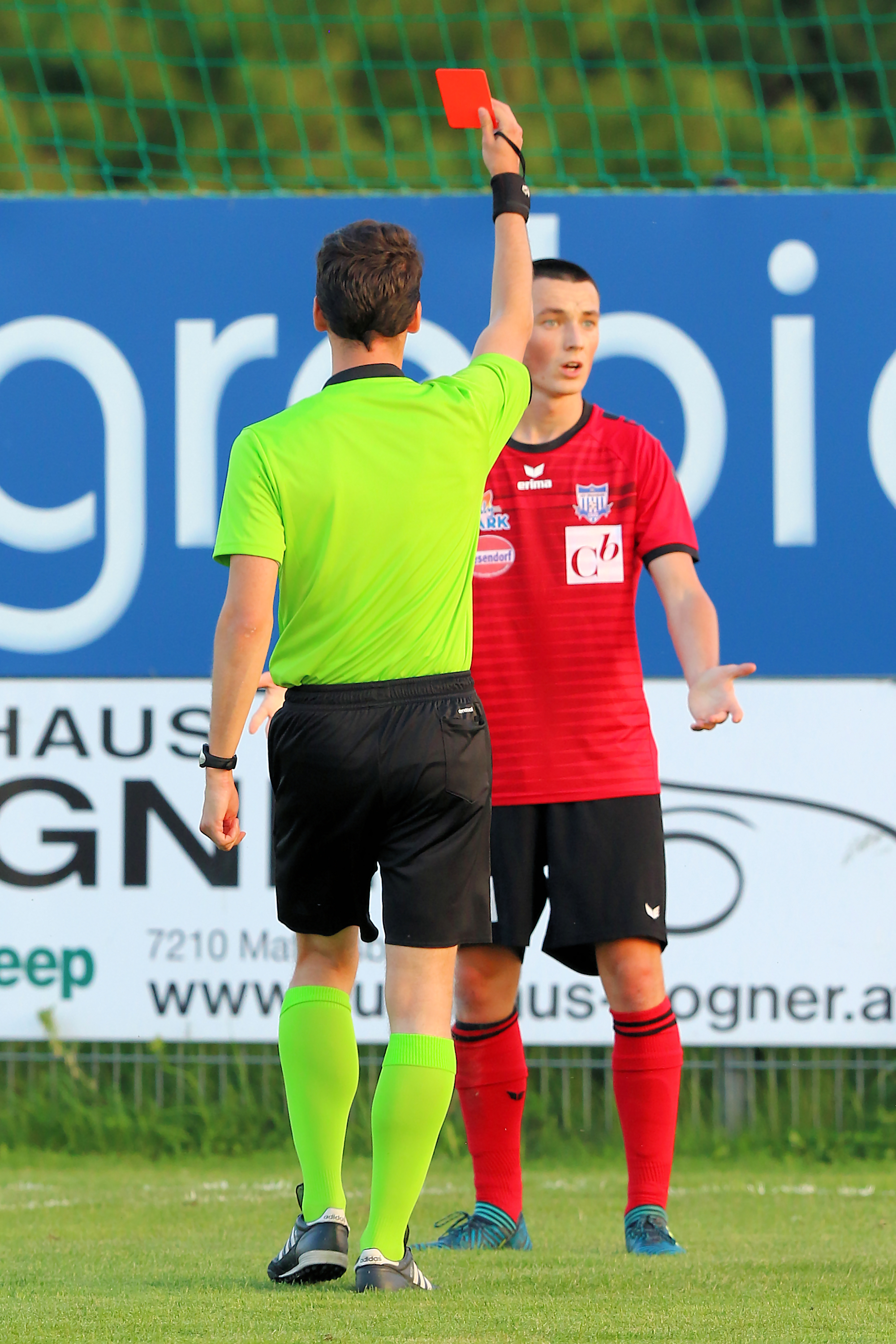
Un'espulsione

Il ricorso al cartellino rosso (espulsione) è dettato dalle seguenti infrazioni:
- un giocatore si rende colpevole di un grave fallo di gioco;
- si rende colpevole di condotta violenta;
- sputa contro una qualunque persona;
- impedisce la segnatura di un gol avversario (o una chiara occasione da rete avversaria) toccando volontariamente il pallone con le mani (condotta gravemente sleale); fa eccezione il portiere all'interno della propria area di rigore;
- impedisce la segnatura di un gol alla squadra avversaria, commettendo un'infrazione tecnicamente punibile con un calcio di punizione, diretto o indiretto, o di rigore, nei confronti di un avversario diretto verso la porta (condotta gravemente sleale);
- usa un linguaggio oppure compie dei gesti offensivi, ingiuriosi, oltraggiosi, minacciosi o volgari;
- riceve per la seconda volta un'ammonizione durante una gara.[10]

### Calciatori non titolari

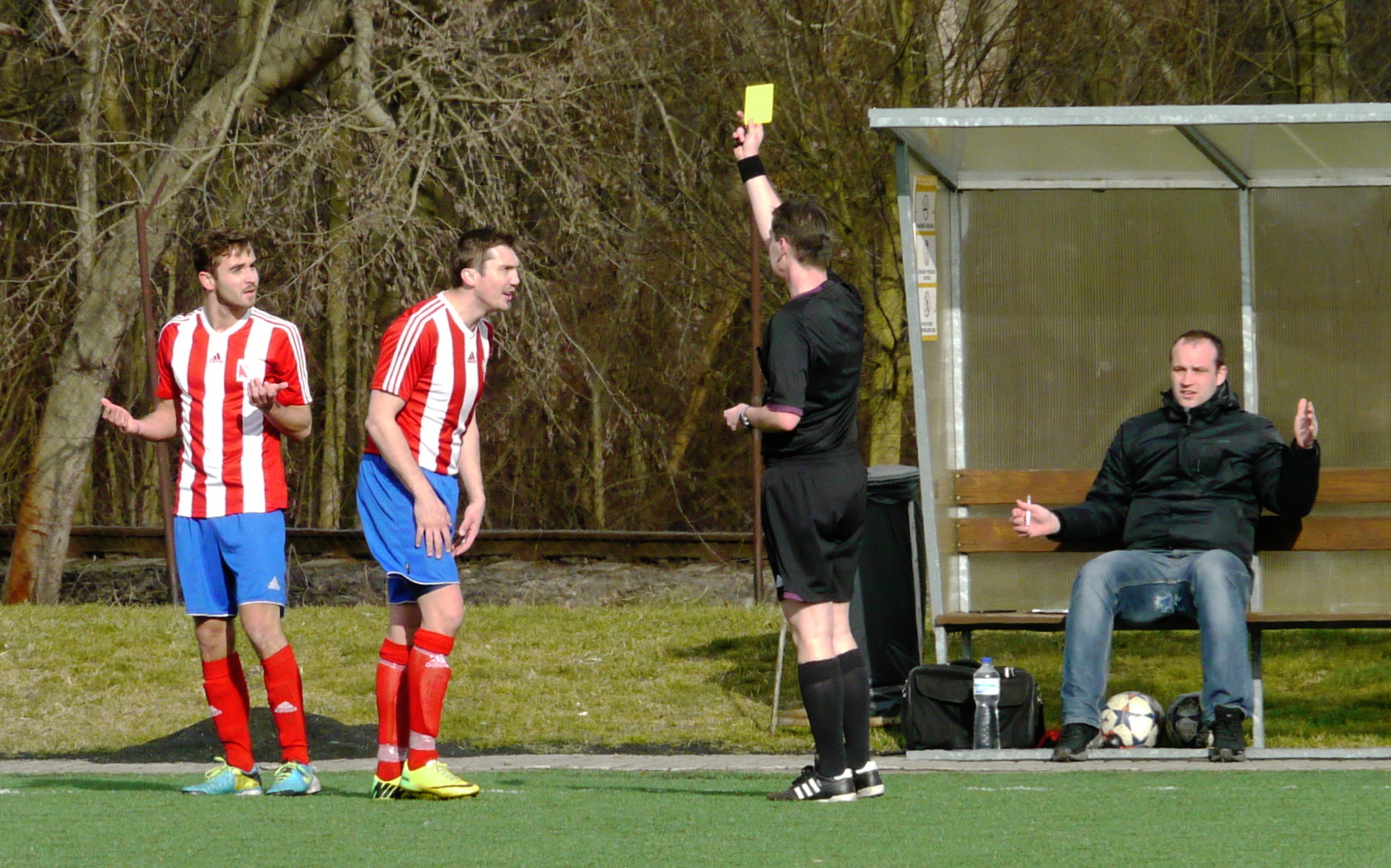
Ammonizione di un calciatore in panchina

I provvedimenti dell'ammonizione e dell'espulsione possono venire comminati anche ai dirigenti o all'allenatore, nonché ad un calciatore in panchina nei seguenti casi:
- è colpevole di comportamento antisportivo;
- protesta con parole e/o gesti nei confronti degli ufficiali di gara;
- ritarda la ripresa del gioco.[10]

## Diffida e squalifica
È chiamata diffida la situazione in cui un calciatore che abbia ricevuto un determinato numero di ammonizioni è soggetto al rischio di squalifica al successivo provvedimento. La quantità di ammonizioni che comportano la diffida varia in base alla competizione: nel campionato italiano, per esempio, la squalifica viene comminata alla quinta ammonizione, con una minor tolleranza in caso di recidiva.
Nelle coppe europee la squalifica viene comminata alla seconda ammonizione, ma le diffide vengono azzerate alla semifinale.